# Češulja
Češulja je oblika socvetja, kjer peceljčki posameznih cvetov v različnih višinah poganjajo iz glavnega peclja. Nižje rastoči peclji so daljši od višje rastočih tako, da dosežejo vsi cvetovi bolj ali manj enako višino. Češulja je tako na prvi pogled precej podobna kobulu, od katerega se razlikuje le po tem, da pri njem vsi cvetovi poganjajo iz istega mesta.

## Galerija
- kobulasto ptičje mleko (Ornithogalum umbellatum)
- navadni plešec (Capsella bursa-pastoris), samo zadnji del ima kobulasti tip socvetja
- navadni vratič
(Tanacetum vulgare)